# NGC 4005
NGC 4005 (другие обозначения — NGC 4007, UGC 6952, MCG 4-28-107, ZWG 127.120, PGC 37661) — спиральная галактика в созвездии Льва. Открыта Уильямом Гершелем в 1785 году.
В 1986 году были исследованы 23 галактики с NGC 4005 в центре. Тогда была обнаружена зависимость между лучевой скоростью галактики и её положением на небе, что может указывать на вращение группы с периодом менее 4 миллиардов лет.
Этот объект занесён в Новый общий каталог дважды, с обозначениями NGC 4005 и NGC 4007. Два различных обозначения возникли из-за того, что галактику позже независимо открыл Р. Дж. Митчелл.
Галактика NGC 4007 входит в состав группы галактик NGC 4007. Помимо NGC 4007 в группу также входят NGC 3987, NGC 3997, NGC 4015 и NGC 4022.